# Fliehburg

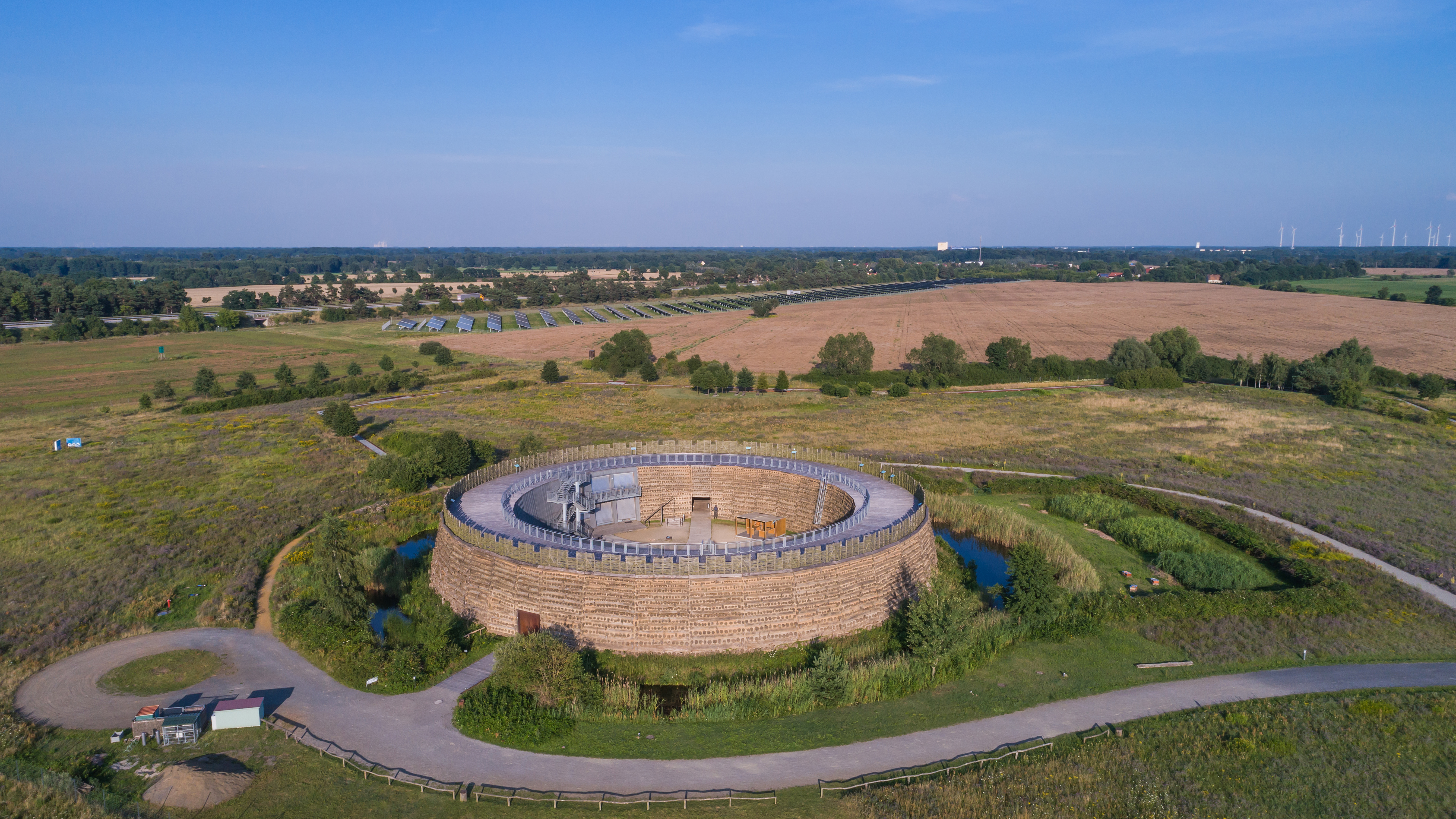
Castillo-refugio eslavo reconstruido en Raddusch, Baja Lusacia.

Un castillo refugio, conocido más por el vocablo alemán fliehburg (también Fluchtburg, Volksburg, Bauernburg y Vryburg), es un emplazamiento defensivo similar a un castillo, usualmente rodeado de terraplenes y murallas, pero que no está ocupado permanentemente y sirve como refugio temporal a la población local cuando esté amenazada por la guerra o ataques. En idioma alemán eran asimismo denominados Hünenburgen, "castillos de los gigantes", pues a ellos se les atribuía popularmente su origen.

## Historia

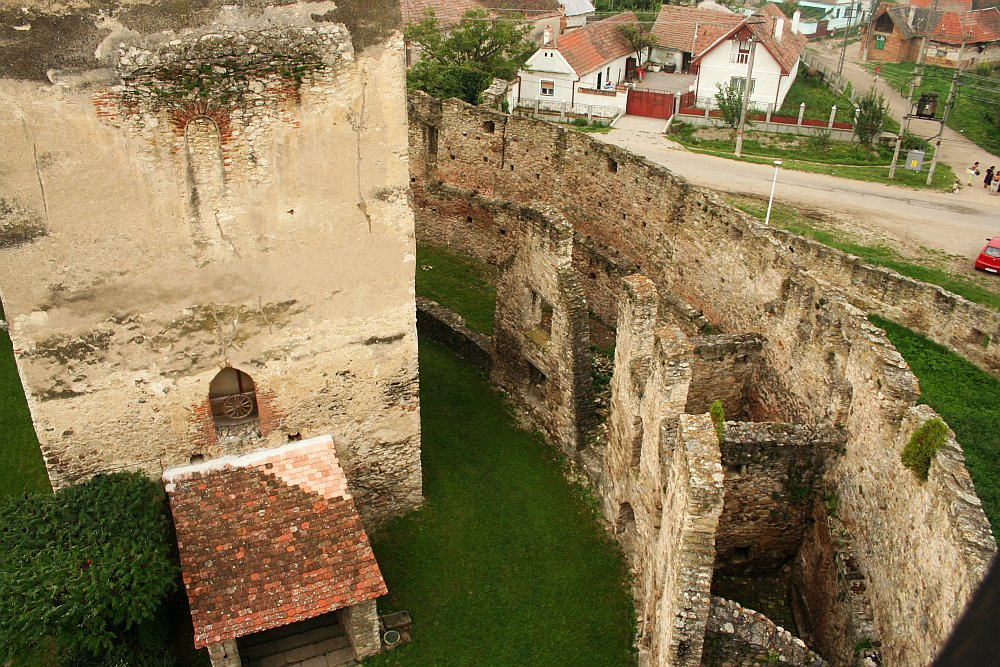
Murallas del castillo de Câlnic.

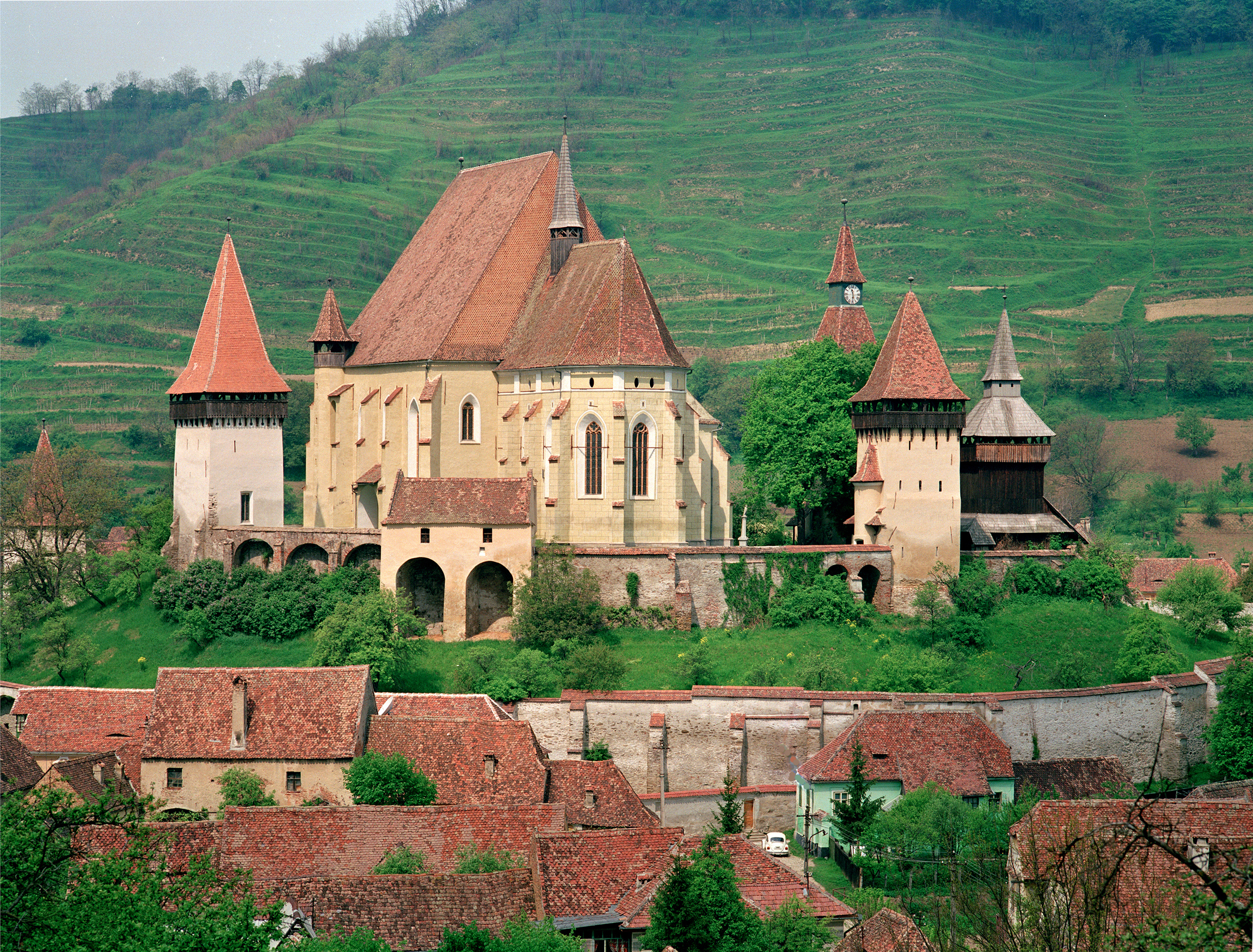
Iglesia fortificada de Biertan.

Las excavaciones arqueológicas han sacado a la luz multitud de grandes sitios protohistóricos rodeados de trabajos de aterrazamiento, muchos de los cuales sobrepasan los 100 m de diámetro, que son considerados como castillos de refugio.
Entre las referencias históricas antiguas, se pueden ditar las plazas fuertes refugio de los galos descritos por Julio César como oppidum, aunque en estos casos podían ser también instalaciones permanentes. Recintos similares (ringwork o ringwall) en inglés y alemán) fueron construidos por las diferentes tribus germánicas y eslavas (estas últimas hasta la Edad Media). Estos sistemas son conocidos asimismo como colinas fortificadas (‘’Wallburg’’), cuyo material principal de construcción era la tierra, aunque se usaban igualmente la madera y la piedra.
Por regla general, no poseían torres, pero en ocasiones se erigen superestructuras que asemejan torres puerta, como en el castillo de Bennigsen). Los fliehburg de este tipo pertenecían a comunidades de agricultores desprotegidos y ofrecían un refugio a la población de la región en caso de ataque, mientras que los asentamientos eran generalmente saqueados y destruidos por los agresores. El gran tamaño de los castillos de refugio permitía edificar almacenes y suministros en caso de asedio.
Más tarde, en la Edad Media, este tipo de castillo siguió siendo construido por los campesinos locales. Estos "castillos campesinos" les protegían de las bandas de  meroreadores. Sus fortificaciones solían tener poco en común con los castillos erigidos por la nobleza como residencias, por el contrario, a menudo contaban únicamente con un aterrazamiento rodeado de empalizadas de madera, situadas en lugares de fácil defensa, en la cima de una colina o sobre una estribación.
Los castillos campesinos fueron populares en la Edad Media en la Alemania actual (principalmente en Westfalia), donde solo algunos vestigios han sobrevivido hasta nuestros días. Por otro lado, ha sobrevivido un cierto número de castillos campesinos en Transilvania, donde fueron construidos (y a veces comprados a otros propietarios y luego expandidos) entre los siglos XIII y XVI por emigrantes de territorios alemanes, llamados sajones de Transilvania. Hasta el día de hoy pueden contemplarse en Câlnic (junto con todo el pueblo y otros seis pueblos con iglesias fortificadas pasó a formar parte de la Lista del Patrimonio Mundial de la UNESCO en 1999) o Râșnov.
La mayoría de los castillos refugio, al no haber sido usados como lugares de habitación permanente, a menudo proporcionan pocos hallazgos arqueológicos.
En la Edad Media, las iglesias fortificadas (Wehrkirchen) y las iglesias fortaleza (Kirchenburgen) surgieron del mismo modo como castillos de refugio. Se utilizaron ante todo como iglesias para el pueblo, pero sus fortificaciones las hacían aptas para servir como refugio temporal para la comunidad local. El muro del cementerio, concebido inicialmente para protegerlo, podía ser transformado en una muralla defensiva (Wehrmauer) e incluso el campanario podía tener funciones defensivas.

## Arquitectura

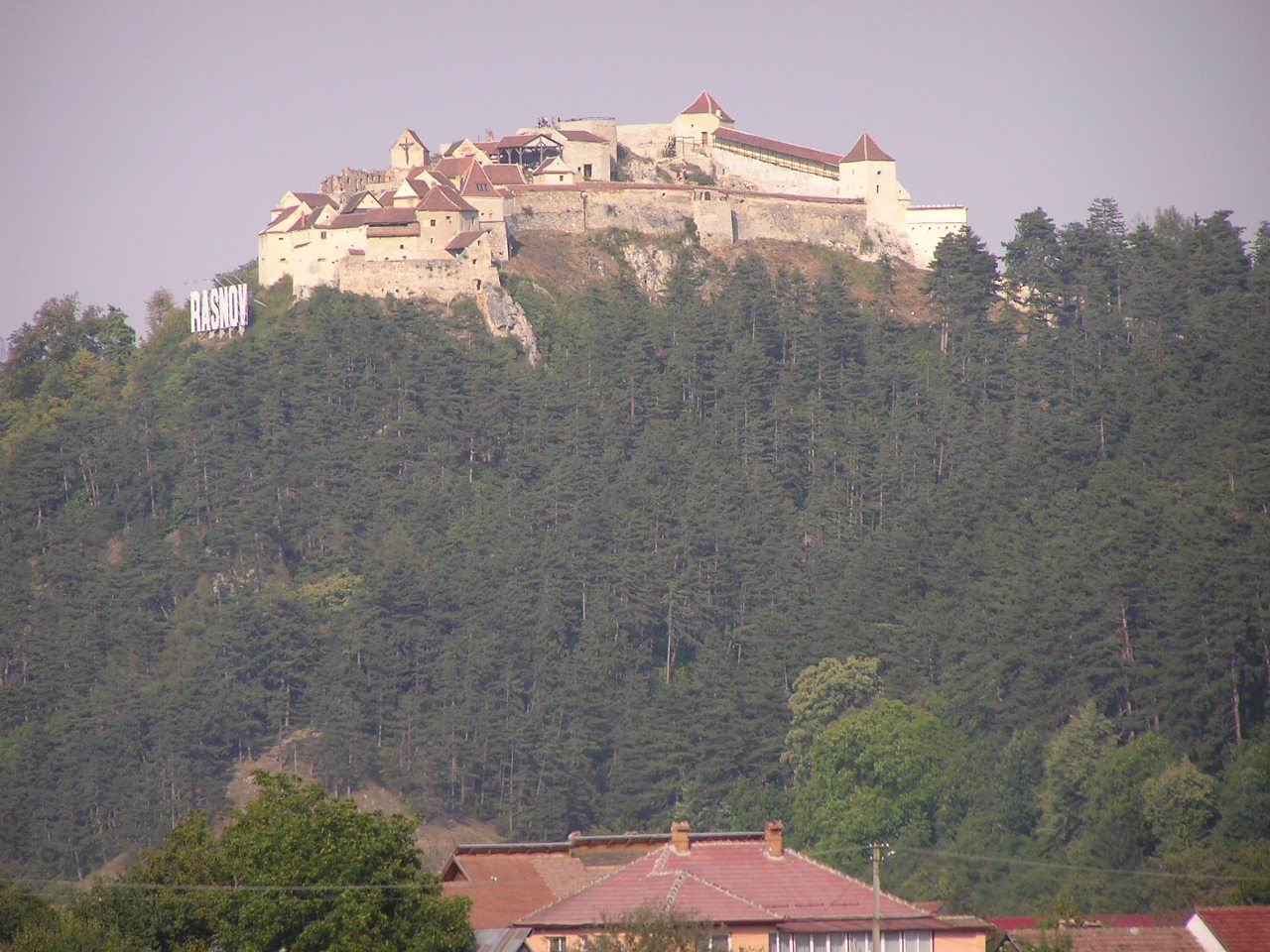
Vista del castillo refugio de Râșnov.

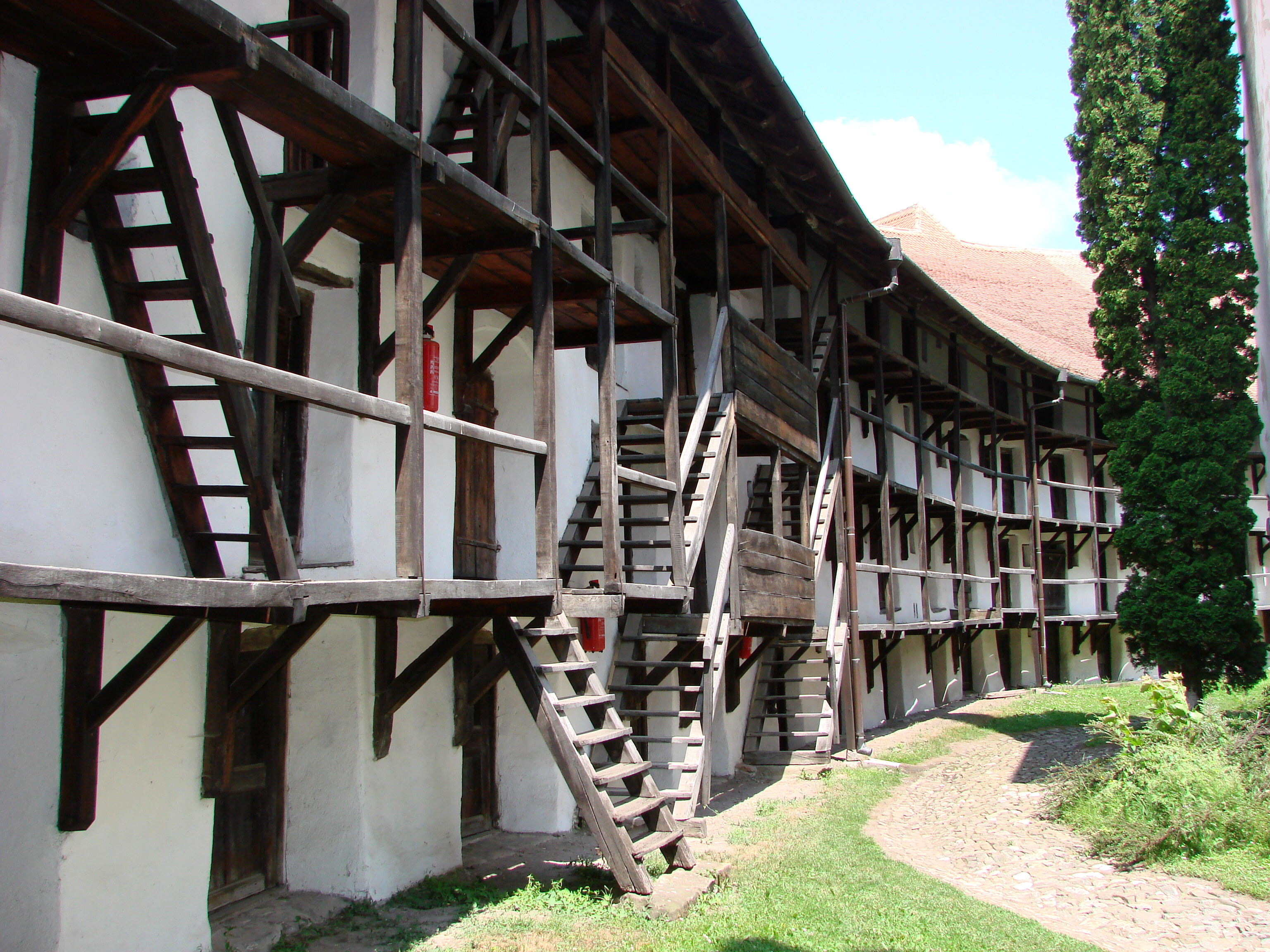
Celdas en la cara interior de la muralla en Prejmer.

La naturaleza del castillo campesino, que servía a la comunidad rural y como residencia solo en tiempos de peligro, determinó las características de su arquitectura. No había residencias en tales complejos, aunque a veces aparecían edificios más grandes (junto a la torre del homenaje, por ejemplo, escuelas comunales). Con el fin de proporcionar refugio a las personas (generalmente los habitantes del pueblo en el que se encontraba el castillo, a veces algunos cercanos), se construían numerosas pequeñas celdas de refugiados dentro de las murallas defensivas, que servían a los campesinos como un lugar para quedarse y para depositar sus bienes más valiosos. Con los siglos algunas de las fortificaciones se expandieron: crecieron gradualmente de manera espontánea (sin un concepto uniforme), tanto en ancho (agregando más anillos de muros o agregando patios defensivos adicionales) como en vertical (elevando las murallas defensivas y construyendo nuevas torres). Los edificios estaban equipados con galerías cubiertas, ventanales, vallas con fines de defensa y estaban rodeados de fosos. Podría parecer que en ellos había incluso un exceso de dispositivos de defensa, lo que podría dificultar la eficaz repulsión del ataque, pero cabe señalar que la mayor parte de los castillos campesinos o iglesias fortificadas muy raras veces fueron conquistados.
A menudo, un tipo de castillo campesino eran las fortificaciones construidas alrededor de iglesias, en las que los templos (equipados con varios dispositivos defensivos) servían como el elemento principal del complejo defensivo y el último punto de resistencia (aldeas con iglesias fortificadas de Transilvania), junto a la torre del homenaje o bergfried. Por lo general, los castillos se ubicaban en colinas fuera del pueblo, y las iglesias fortificadas en su centro, aunque hay excepciones a esta regla (por ejemplo, el castillo de Câlnic en el valle en el centro del pueblo y la iglesia en Biertan erigida en una colina sobre el pueblo).

## En Alemania

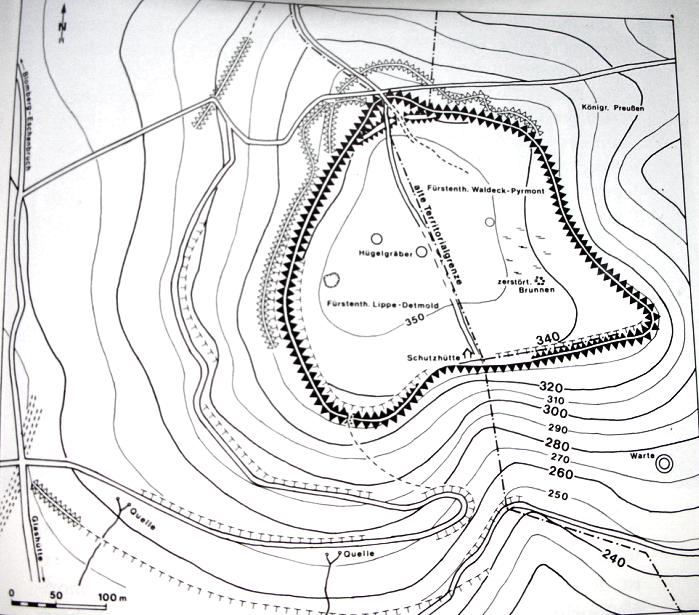
Plano de Herlingsburg

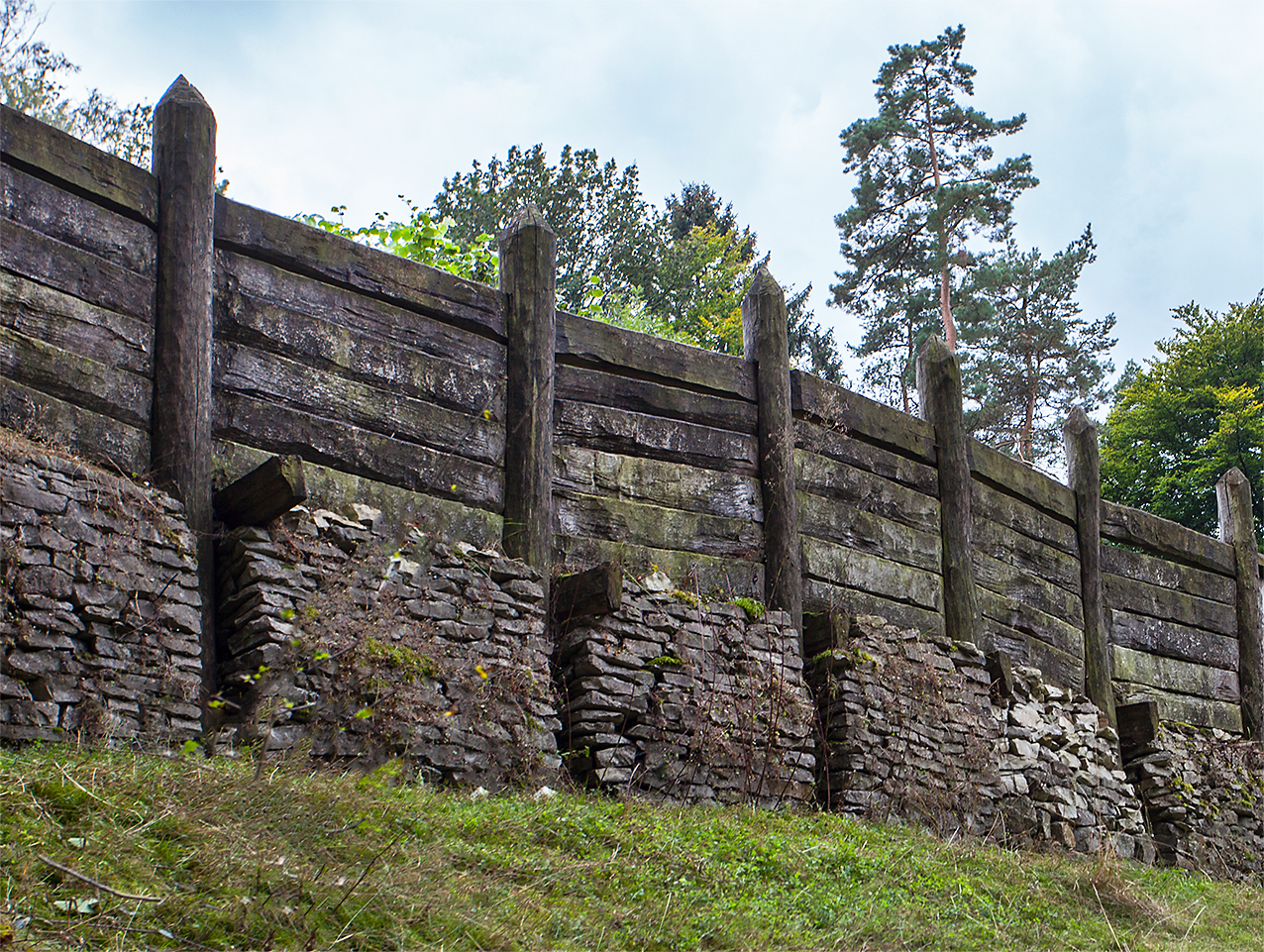
Reconstrucción de la fortificación de la Edad del Hierro (4 a. C.) de Tönsberg en el Museo Arqueológico al aire libre de Oerlinghausen.

- Allersburg cerca de Loiperstätt, entre Dorfen y Velden.
- Amelungsburg (Weserbergland), fuerte prerromano de la Edad del Hierro (400 a. C.).
- Babilonie (Wiehengebirge), Edad del Hierro prerromana.
- Barenburg cerca de Eldagsen, Edad del Hierro prerromana.
- Borlinghausen.
- Büraburg (Hessen), gran fuerte franco (680).
- Bumannsburg en Bergkamen, (Guerras sajonas de Carlomagno, ca. 800)
- Döben cerca de Leipzig, el Zetten, muralla cuadrangular eslava de la Edad del Bronce.
- Ringwallanlage Dünsberg (Hesse), oppidum de la Edad del Hierro, poblado a partir del siglo VIII a. C., la muralla interior es del siglo III a. C. y la exterior ca. 120 a. C..
- Eresburg, Sauerland, volksburg antiguo sajón (siglos VII y VIII), habitado desde 400 a. C..
- Eringaburg cerca de Holzminden, Edad del Hierro temprana, utilizado hasta los siglos XI y XII.
- Eirings- oder Iringsburg al sur de Bad Kissingen, siglo VII.
- Falkenburg, Turingia, sin datar.
- Fliehburg bei Merheim en Köln-Merheim.
- Grotenburg (junto al Hermannsdenkmal en el bosque de Teutoburgo), Edad del Hierro prerromana tardía.
- Heidenburg cerca de Gimmeldingen, Renania-Palatinado, siglos IX y X.
- Heidenlöcher cerca de Deidesheim, Renania-Palatinado, siglos IX y X.
- Heidenschanze bei Sievern, distrito de Cuxhaven, usado desde el 50 a. C. hasta finales del siglo I (se discute si por romanos, frisones, marcomanos, queruscos o sajones).
- Heidenschuh cerca de Klingenmünster, Renania-Palatinad, siglos IX y X
- Herlingsburg cerca de Schieder-Schwalenberg, sobre un asentamiento de la Cultura de La Tène se erigió una muralla sajona del siglo VIII, usado hasta principios del siglo X
- Hohensyburg cerca de Dortmund, ringwall del año 700
- Hünenburg bei Bielefeld, Edad del Hierro prerromana (200 a. C.)
- Hünenburg (Ohle), Sauerland, datación indeterminada aunque se supone sajón del siglo VIII (probablemente sobre un asentamiento de La Tène)-
- Isenburg cerca de Hannover, siglos X y XI (Ungarnwall)
- Jansburg cerca de Coesfeld en Münsterland, hacia 100 d. C.
- Katzenberg, spätrömische Höhenbefestigung cerca de Mayen, (300, Limesfall)
- Kukesburg cerca de Hannover, primera instalación siglo III a. C., más tarde ringwall sajón entre los siglos VIII y XII
- Mellingburg cerca de Hamburgo, siglos VIII y IX.
- Ringwall Mettermich en Mettermich (Rhön), sobre un antiguo asentamiento de La Tène, probable lugar de culto celta.
- Monraburg, Turingia, fuerte de la Edad del Bronce tardía, bajo los francos desde época merovingia.
- Plößnitz, Sajonia-Anhalt, construcción con doble foso de la Edad del Hierro prerromana.

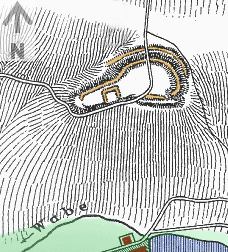
Reitlingsbefestigungen(Krimmelburg).

- Reitlingsbefestigungen en Elm bei Braunschweig (Krimmelburg, Brunkelburg, Wendehai-Wälle), asentamiento de la cultura de La Tène (siglo V a. C.), fortificación de la Edad del Hierro prerromana, tercera fase de construcción en los siglos VII y VIII, y en 1300 una torre de la Orden Teutónica.
- Ringgenburg (Schmalegg) cerca de Ravensburg, asentamiento de la cultura de Hallstatt.
- Ringwall der Marienburg bei Nordstemmen, asentamiento de la Edad del Bronce, fecha de los muros no determinada (probablemente siglo VIII).
- Ringwall Venne en Kottenforst cerca de Bonn, siglos X y XII.
- Robischwall, Dohna (Sajonia), asentamiento de la Edad del Bronce (2000 a. C.–800 a. C.) con una muralla sorbia de los siglos X-XII.
- Burg Schlosseck cerca de Bad Dürkheim, Renania-Palatinado, siglos IX y X.
- Tönsberg (Bosque de Teutoburgo), fuerte de La Tène (siglo IV a. C.), usado por los sajones en la Alta Edad Media.
- Burg Vogtsberg cerca de Wurzburgo
- Waldschlössel cerca de Klingenmünster, Renania-Palatinado, entre 880 y 920, torre de 1030.
- Wartberg cerca de Heilbronn, ringwall de la Edad del Bronce y foso.
- Wittekindsburg cerca de Porta Westfalica, Edad del Hierro prerromana, desmantelado en época sajona o franca.

## En Austria
- Fliehburg bei Duel/Paternion (Kärnten): Cerca del castillo se halla una colina ocupada por un castillo de finales del siglo V que protegía el paso hacia el Gailtal. En el interior de este se hallaron los cimientos de una temprana iglesia cristiana.
- Burg Kreuzen/Bad Kreuzen (Oberösterreich), erigido alrededor de 900.